# Helene Tschitschko

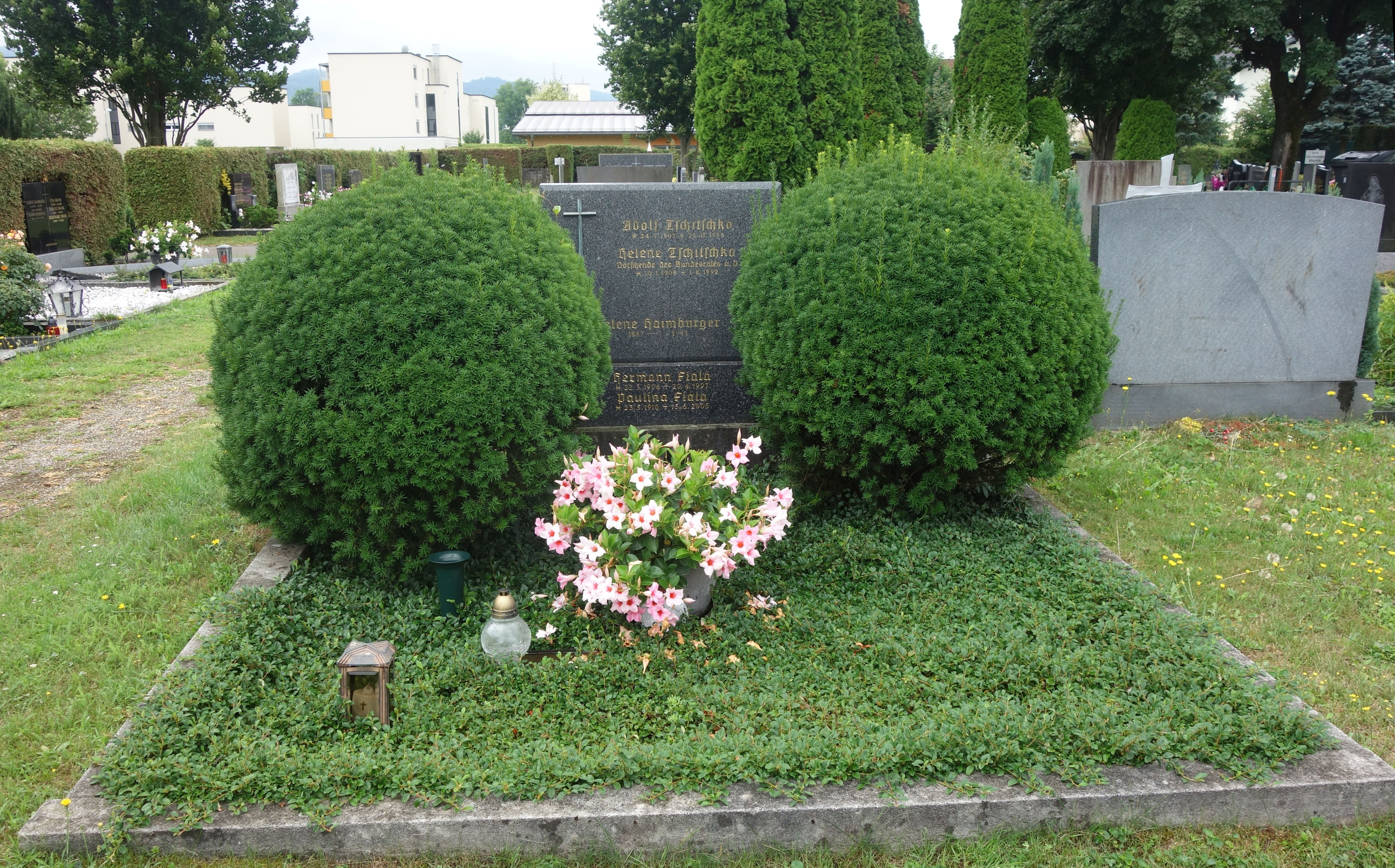
Grabstein von Helene Tschitschko am Friedhof St. Peter in Klagenfurt

Helene Tschitschko (* 10. Jänner 1908 in Timenitz, Kärnten; † 1. August 1992 in Klagenfurt am Wörthersee) war eine österreichische Politikerin der Sozialdemokratischen Partei Österreichs (SPÖ) und mehrfach Präsidentin des Österreichischen Bundesrats.

## Leben
Nach dem Besuch der Volksschule und Weiterbildungen in der Volkshochschule war Helene Tschitschko zuerst als Arbeiterin in einer Fabrik und später als Hausfrau tätig. Später begann sie eine politische Laufbahn in der SPÖ und war Vorsitzende der Sozialistischen Frauen Kärntens. 1953 wurde sie zum Mitglied des Gemeinderates von Klagenfurt am Wörthersee gewählt und wurde darüber hinaus 1960 Mitglied des Vorstandes der Konsumgenossenschaft Klagenfurt.
Helene Tschitschko wurde nach Landtagswahl in Kärnten 1965 auf der konstituierenden Sitzung des Kärntner Landtages am 12. April 1965 zu einer der Vertreter Kärntens im Österreichischen Bundesrat gewählt und gehörte diesem als Vertreterin der SPÖ während der X., XI., XII. und XIII. Gesetzgebungsperiode bis zum 4. November 1975 an.
Während dieser Zeit war sie drei Mal Präsidentin des Bundesrates und zwar vom 1. Jänner bis 30. Juni 1965, vom 1. Juli bis 31. Dezember 1969 sowie vom 1. Jänner bis 30. Juni 1974.